# ソロカバナ鉄道100形電車
ソロカバナ鉄道100形電車は、ブラジルの電車。同国最大の都市であるサンパウロとその周辺を結ぶ路線で運用されていた。

## 概要
形式名の通り、ブラジルのサンパウロ州において、1,000 mm軌間の鉄道を運営していたソロカバナ鉄道により100形として発注された、BR車-BM車-BR車（Rはポルトガル語のReboque( - 付随車という意味）で構成される、いわゆる1M2Tの3両編成の電車である。
1957年から1959年にかけて川崎車輌で3両12編成、日本車輌製造、近畿車輛で各3両9編成の合計90両が製造され、ブラジルのサントス港において陸揚げされた。これは、戦後の日本の鉄道車両輸出における初期の大型案件の1つであった。
本形式は上記の鉄道車両メーカー3社と電気機器メーカーの東京芝浦電気（東芝）の4社による共同受注であるため、搭載される電気機器は東芝製のものが採用されており、そのため現地では電気機器の製造企業名より"Toshiba"、また一番多く当車両を製造した川崎車輌の名前と合わせて"TUE Kawasaki-Toshiba"と呼ばれている。また、編成は3両を基本とするが、最高で3編成から4編成（9両から12両）まで連結して運用が可能な設計となっている。

### 車体
普通鋼製の各車片側片開き3扉、側窓は戸袋窓を除き1段上昇式で、2段式よろい戸のブラインドを有し、塗装は全体をソロカバナ鉄道の標準色である濃い緑色で包み、側面窓上と窓下および各乗降扉下にそれぞれ1本ずつ、合計3本の白色の細い帯を巻いたものであった。
床面高さはレール面上から1,200 mm、心皿間距離は12,200 mm。付随制御車の運転室窓上および各車両側面中央の乗降扉上には列車の行先を表示する方向幕が設置されている。
前面のデザインは当時川崎車輛と日本車輌製造で平行して製造されていた小田急2320形電車の非増設運転台側のそれ、また側面のデザインは小田急2200形電車および同2220形電車のそれと非常に似ている。これについては受注から納入までの期間が短いことから、平行して製造されていた小田急2320形電車および同2200形・2220形電車の設計を流用したとも言われているが、実際の理由は不明。また、前面下部には被い（俗に言うスカート）が当初から設置されていた。なお、この車体のデザインについては、契約が成立した時点で示されていたものは湘南電車（日本国有鉄道80系電車）そのものであったという。
屋上に設置される換気用のベンチレータは半分になったガーラント式のもので、線対称に配置されている。

### 内装
座席配置は特徴的で、車内中央の通路を挟んで片方がロングシート、もう片方が扉間に並ぶ転換式クロスシートの千鳥配置。扉間に並ぶ転換式クロスシートは高級な材料を使用しており、これは同時期にアルゼンチンへ輸出された同国国鉄のブエノスアイレス近郊サルミエント線・ミトレ線向け電車に設置のものとほぼ同様のものとなっていた。
付随制御車の運転台はソロカバナ鉄道を含めたブラジル標準である車内から見て右側に設置されたもので、その貫通路を隔てた左側は便所となっており、その部分の窓には外から内部が見られないように特殊なフィルムが貼られていた。つり革はリコ式であった。

### 主要機器
ソロカバナ鉄道は直流3000 Vで電化されているため、これらの機器は全てそれに対応したものとなっているが、日本国内には3000 Vで電化されている路線・区間が存在しないため、実質的に東芝および日本製としては初の直流3000 V対応の電車用電気機器となっている。

#### 主電動機
直流3000 V専用の東芝製・自己通風式のSE-181を搭載。メーターゲージ用の台車に収まる大きさながら、ソロカバナ鉄道が要求する一時間定格225 hp・連続定格195 hpの大出力を十分に満たす設計となっており、同時に高温多湿の環境下での安定した動作を保証するため、コイル絶縁の処理を工夫している。

#### 制御装置
アメリカの電気機器メーカー・ゼネラル・エレクトリックが開発し、東芝がライセンスを取得して独自に発展させた電空油圧カム軸接触器式の主制御器・PB形を主体するMPB形抵抗制御装置を搭載。この制御装置は油圧によって制御器のカム軸を作動させることで円滑で確実な自動進段を行うもので、従来からの制御装置と比べて装置が小型かつ保守が容易な設計となっている。主幹制御器は同じく東芝製のKC44-Aで、主ハンドルに手のひらで押す形態の保安用のデッドマン装置のノブが設置されており、逆転ハンドルのOFF位置以外で手から離すと自動的に非常ブレーキが掛かる。

#### 電動発電機（MG装置）
車内照明やブレーキ用の電動空気圧縮機（CP）などに使用する電源を生産するもので、架空電車線からパンタグラフを介して取り入れた直流3000 Vの電流によって駆動される電動機と、そこから65 Vの定電圧を発生させる直流発電機によって構成される。形式はCLG-112で、直流3000 V用として可能な限りの小型・軽量化を図ることから、電動機と直流発電機が同一軸上に設置されている点が特徴。

#### 集電装置（パンタグラフ）
架空電車線から電流を取り入れるパンタグラフは空気上昇・ばね下降式のひし型・PG23-Aで、電動車の屋根上に2基設置され、上昇は専用の空気圧縮機によって行われる。ソロカバナ鉄道の架空電車線の高さに適応させるため、最高作用高さは2,525 mm、最低作用高さは525 mm、折り畳みの高さは400 mmと大きな作りとなっており、隣に設置のパンタグラフ用断路器、主ヒューズと避雷針を含めた装置全体は危険を察知させるために赤色で塗装されているほか、これらパンタグラフおよび主ヒューズの設計には従来と異なる大きな工夫が施されている。

### 台車
台車は固定軸距2,450 mm、車輪径910 mmのボギーで、形式はND5・ND5A。枕ばねはコイルばね、軸箱支持はウィングばねとなっており、台車枠は一体鋳鋼製であるが、形状としては日本国鉄DT21形の系統に当たる。設計は日本車輌製造であるが、製造は車体と同じく川崎車輌、日本車輌製造、近畿車輛の各社においてそれぞれ行われた。

### 連結器
レール面上からの中心高さ750 mmの並形自動連結器で、その上には押し出し式の緩衝器が設置されている。

## 沿革
当車両を発注したソロカバナ鉄道の本線は1940年代に電化され、1944年5月にアメリカ合衆国で製造された"Carmen Miranda"と呼ばれる電車が4編成運用されていたが、沿線人口の増加により車両数が足りず、混雑時には有蓋車を改造した付随車を電車の後ろに連結する状態となっていた。そこで発注されたのが当車であり、1958年に運用を開始した。なお、導入直前の1957年1月25日には新たにジュルバツバ線のサンパウロ近郊区間が電化開業している。以下に登場時の運用路線・区間を示す。
| 路線 （ソロカバナ鉄道）       | 終起点 | 距離（km） |
| ----------------------------- | --- | ---------- |
| 本線                          | ジュリオ・プレステス（サンパウロ） - アマドール・ブエノ - マイリンケ                                       | 69.13      |
| 本線 延長運転・週末と休日のみ | ジュリオ・プレステス（サンパウロ） - マイリンケ - ボツカツ - ベルナルジーノ・ジ・カンポス - オウリーニョス | 452.528    |
| ジュルバツバ線                | オザスコ - ジュルバツバ - ヴァルジーニャ                                                                   | 32.939     |
| イタラレ線 週末と休日のみ     | イペロ - イタペチニンガ                                                                                    | 59.112     |

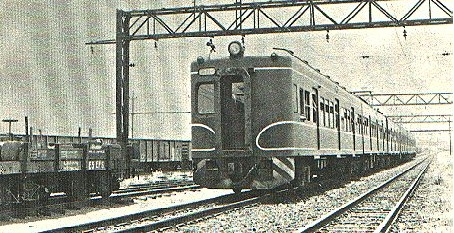
貫通幌の常用が始められたあとの姿（写真はサンパウロ州鉄道公社時代） 前面便所部分の窓が撤去され、側面窓が二段化されている

上記に示す通り、当車両が持つ転換クロス式の座席などの設備を生かし、週末や休日には中距離の運用が存在したが、これら週末や休日のみの運用は1963年に登場した、ステンレス製かつオールクロス式座席で中距離の運用により適したマフェルサ/バッド800形客車と交代した。また1960年代中盤に先頭の貫通幌を常用するようになり、それに伴い当部分の細い白帯の塗分けがわずかに変更されたほか、追って前面の便所部分の特殊なフィルムの貼られた窓が撤去され、近鉄2200系電車のような風貌となった。同時に側面窓も二段化されている。

ソロカバナ鉄道とその各路線はサンパウロ州鉄道公社（FEPASA）への合併とともに、同鉄道の所有・運営となり、形式名が100形から5800形（UC 5600/5900 - UM 5800 - UC 5600/5900）に変更された。塗装がソロカバナ鉄道時代の濃緑色から紺色に近い青色とクリーム色のツートンのものへ順次塗り替えられ、座席のスポンジがプラスチック製および木製の固い板と交換され、一部の先頭車の前面非貫通化が、またいくつかの先頭車の前面貫通扉上の白熱灯が横並び2灯のシールドビームへ交換されるなどの変化もみられた。

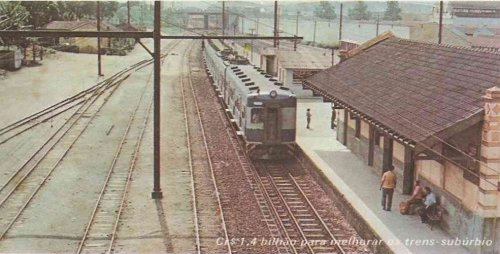
サンパウロ州鉄道公社時代の塗装 既に1,600 mm併用の三線軌条化とそれにともなうステップの取り付けが行われている点に注目
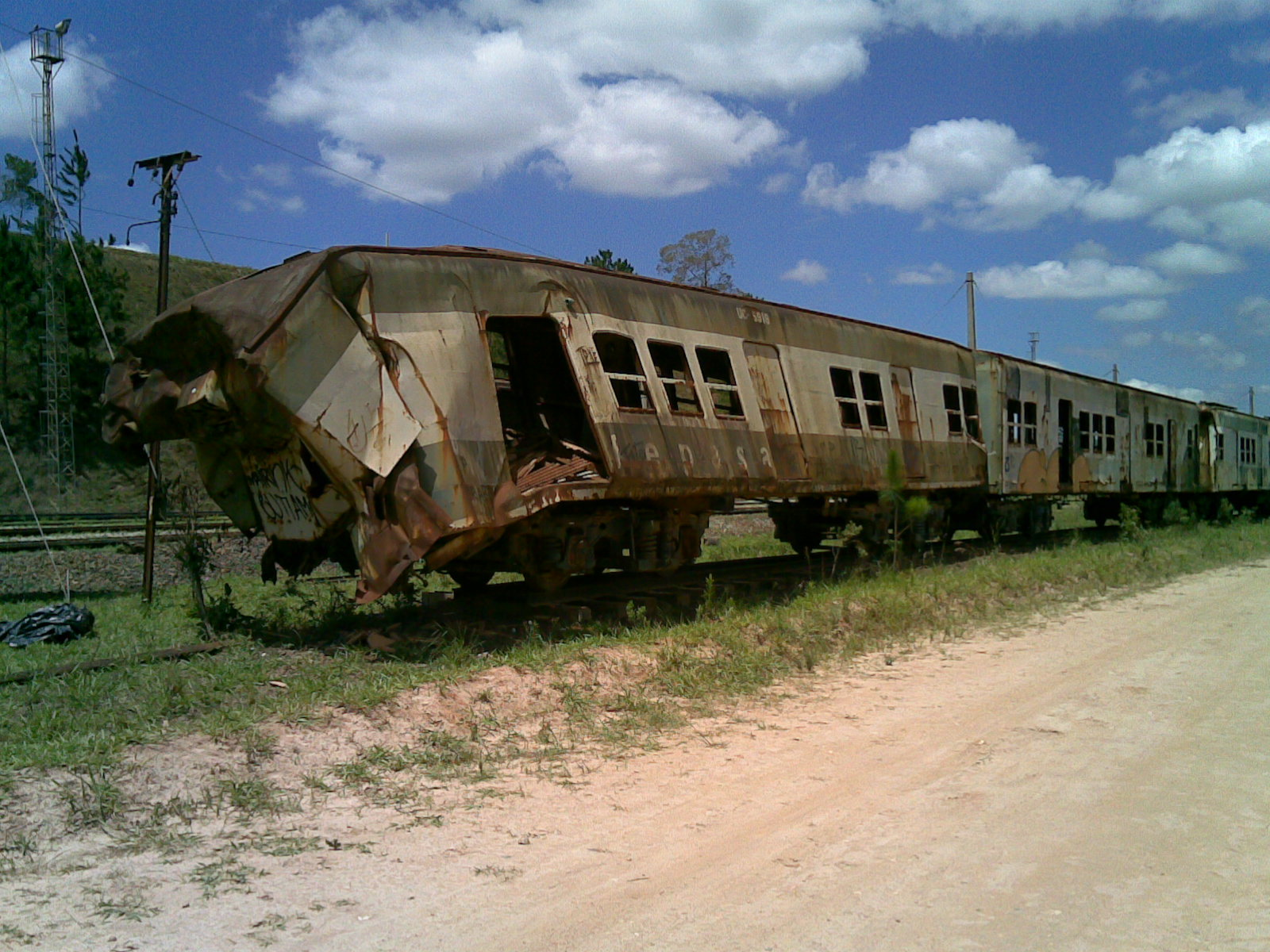
事故で運用を離脱した編成 長期間の留置で塗装は変色している
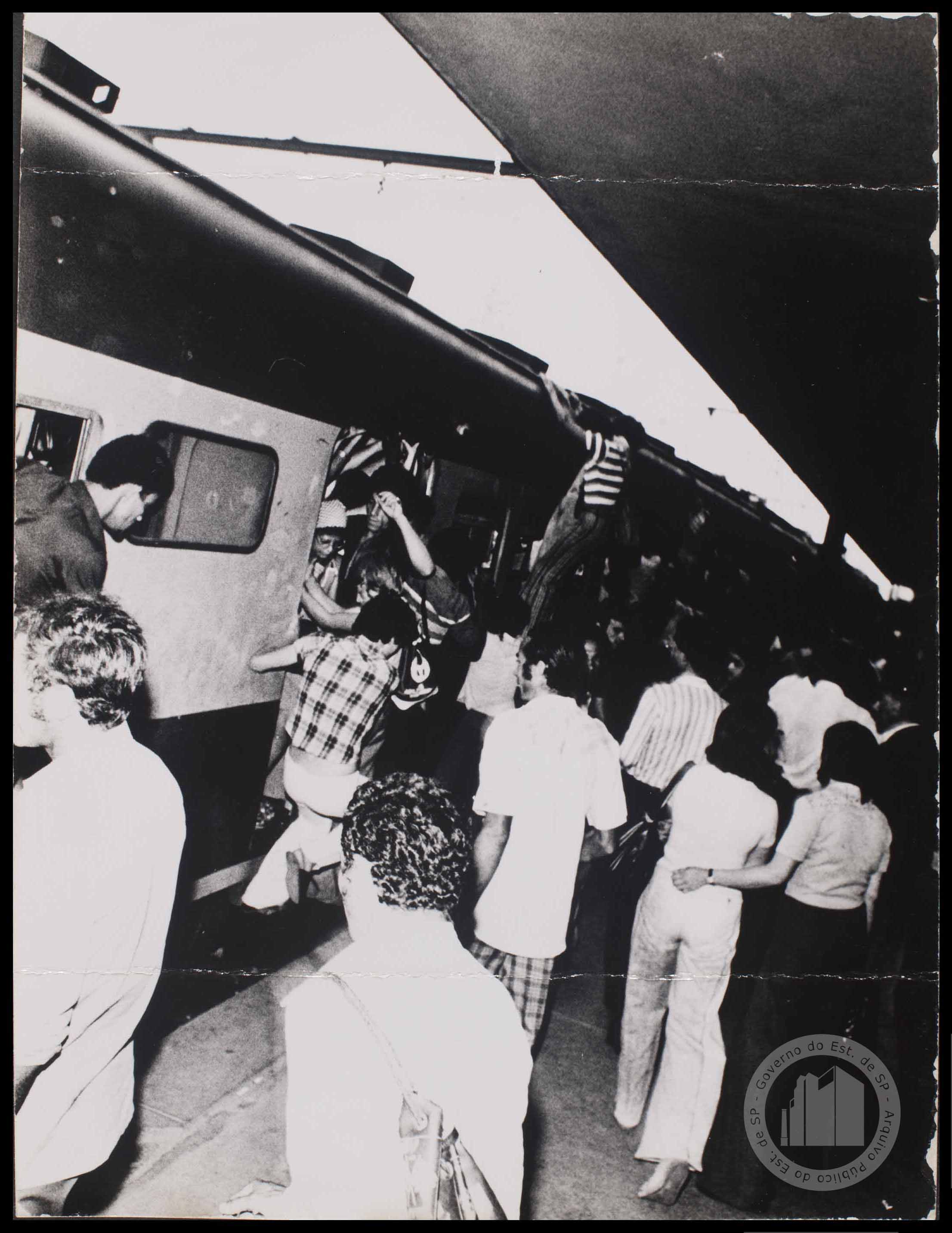
混雑したオザスコ（ウサスク）駅に停車している5800形 改造によって戸袋窓が縮小されている

サンパウロ州鉄道公社時代の1970年代から1980年代にかけても都市化の進展により、なお沿線人口の急激な増加は続き、それに伴う輸送力増強の必要に迫られた。当車両に対してはサンパウロ市内へ直通するすべての運用を3編成以上連結にするなどの対策を施したものの需要は対策を上回り、混雑時には車両の外まで利用者が溢れる状況となっていた。そのような状況を打開するため、より効率的な車両運用を行うことが可能な、輸送量の多い区間のデュアルゲージによる1,600 mm軌間併用化が図られることとなり、その工事は順調に進行。
それにより、1,600 mm併用区間においては、同軌間専用のより大きな車体の電車を導入することとなり、1975年から1980年にかけて9000形電車および9500形電車が登場。それら1,600 m専用の電車は1両あたりの車両長が20 m級となり、乗り降り扉も両開きのものが4つとなり、1電車あたりの輸送量は格段と増加した。そして、輸送量の多い区間の主役を9000形と9500形に譲った当車両は数編成が新しい1,600 mm専用の電車と同様の銀色に赤い細線が入るサンパウロ州鉄道公社の新たな塗装へ塗り替えられたものの、次第に運用範囲を狭めていき、一部の車両が運用から離脱した。なお、本形式は1,000 mm軌間（メーターゲージ）用車両であり、1,600 mm軌間の軌道中心から偏心することになることから、駅のプラットホームとの間隙を最小化するため、車両のドアに張り出し幅が数十 cmに及ぶステップが増設された。
1985年から翌1986年にかけて、カンピーナスのサンパウロ州鉄道公社ヒウ・クラロ工場（ポルトガル語：Oficina da FEPASA Rio Claro）において、現役を続ける車両に対し老朽化に対応した車体更新が行われた。以下にその内容を示す。
- 前面の白熱灯をすべて横並び2灯のシールドビームへ交換
- 前面および車両間貫通扉の非貫通化
- 前面の大型2枚窓化
- 側窓の外嵌め大型2段昇降窓化
- 車内化粧板をFRP製のものへ取り換え
- 車両間の貫通扉を埋め、各扉跡に2人掛けの座席を設置
- 座席を赤色と青色のFRP製のセミクロス式へ交換
- 網棚を撤去し、車内蛍光灯をその跡へ移設
- 吊り革と吊り棒を撤去し、代わりに持ち手棒を2列に平行設置
- 便所の撤去による全室運転台化

以上の内容のほかに塗装変更も実施され、白色に窓周りを灰色、窓下に赤色の線を入れた新しいものとなった。この時期に、一部の先頭車の前面構造が半流線形の角ばったものへ改造されたが、これは改造対象車両の事故復旧に伴うものと推測される。

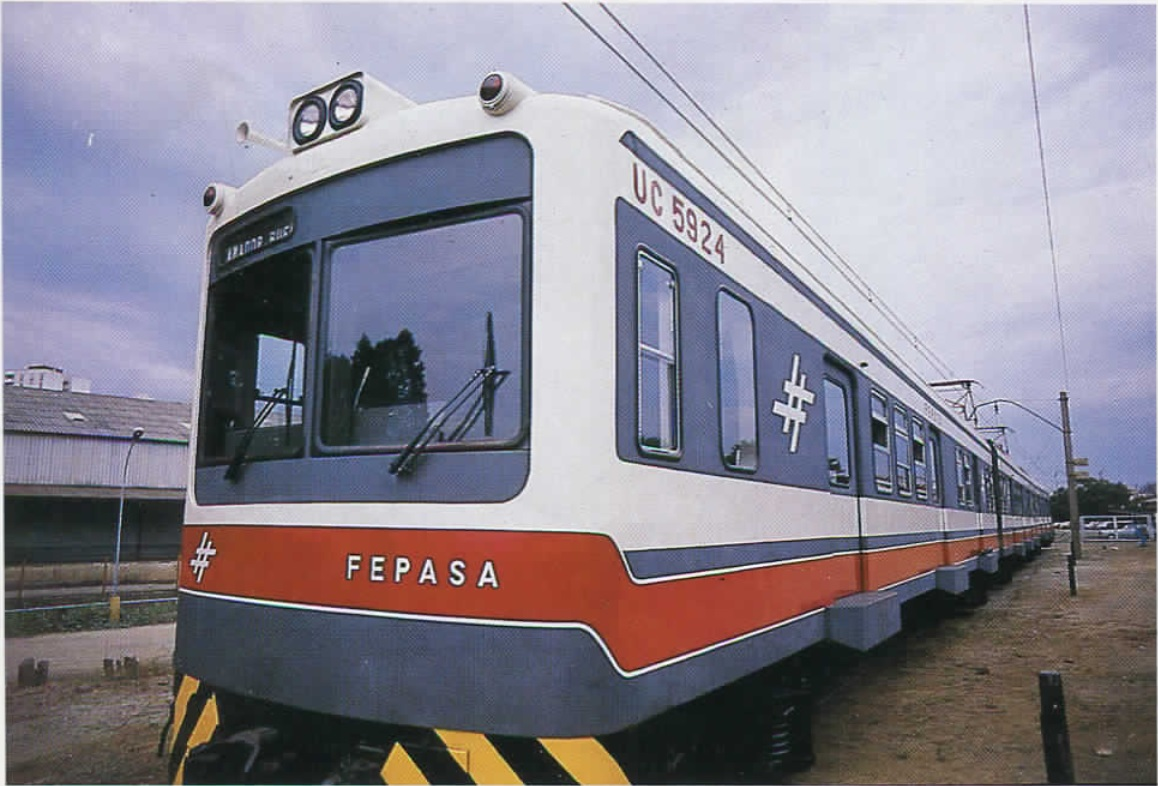
車体更新が行われた車両
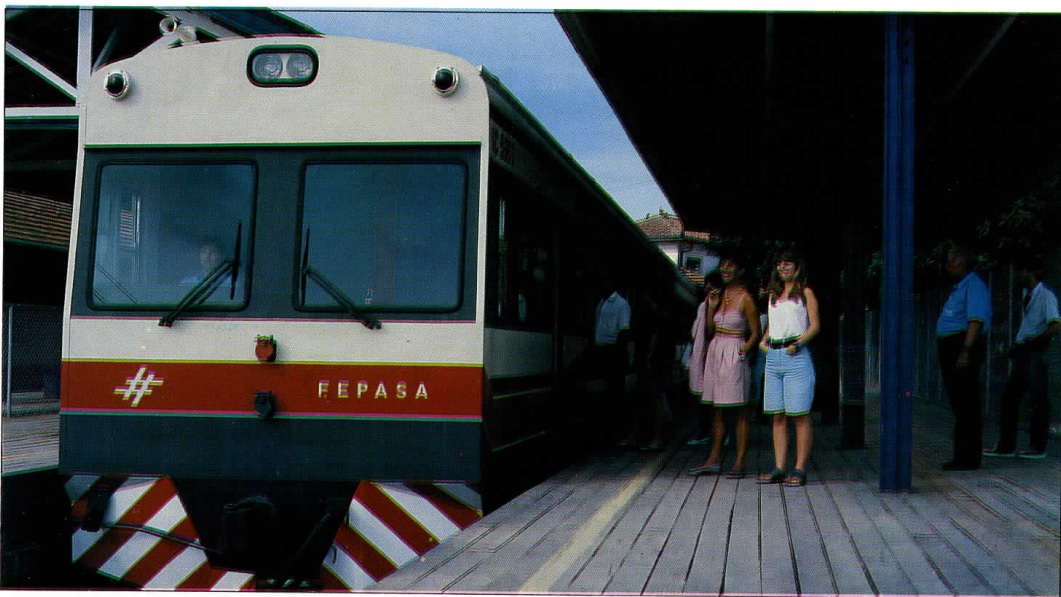
半流線形の角ばった前面構造となった車両 （後述のサントス市内列車用の車両）
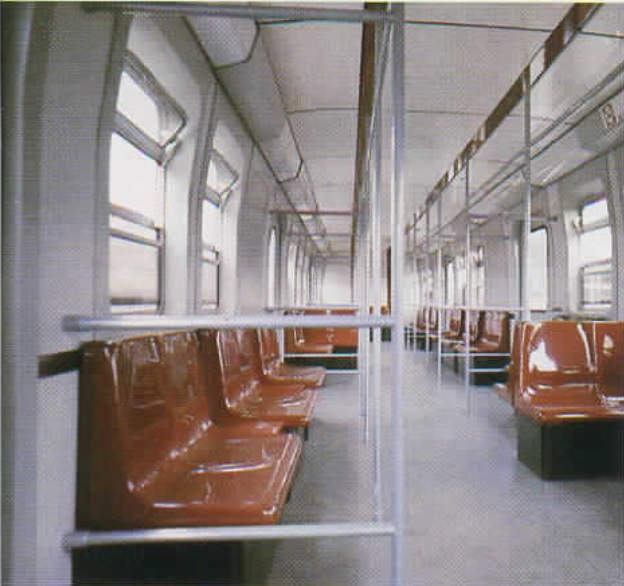
車体更新が行われた車両の車内

1990年代に入ると輸送量の多い区間のデュアルゲージ化工事はほぼ完了し、輸送量の少ない末端部の区間のみの運用となっていた。以下に同年代初頭におけるその運用路線を示す。
| 路線 （サンパウロ州鉄道公社） | 終起点                                       | 距離（km） | 駅 | 編成数                                            |
| ----------------------------- | -------------------------------------------- | ---------- | -- | ------------------------------------------------- |
| 西線                          | イタペヴィ - アマドール・ブエノ - マイリンケ | 27.0       | 11 | 6編成（1986年 - 1992年） 3編成（1992年 - 2010年） |
| 南線                          | ジュルバツバ - ヴァルジーニャ                | 12.0       | 4  | 3編成（1992年 - 2001年）                          |
| サントス市内列車              | サントス・アナ・コスタ - サマリータ          | 16.136     | 7  | 9編成（客車扱い・ 1990年 - 1999年）               |

上の表のうち、サントス市内列車（TIM）は1990年にサンパウロ線鉄道公社によって運行が開始されたサントスの近郊列車であり、この列車が運行される路線・区間はすべて非電化であることから、アルコRSD-8形ディーゼル機関車に牽引される客車として使用された。そのため、この列車に使用される車両に対してはパンタグラフの撤去などの電装解除が行われ、さらに折り返しの際の機回し作業の手間を省くために先頭車の運転台機器をディーゼル機関車に対応させて推進運転を可能にする改造も行われた。
1996年にサンパウロ州鉄道公社の電車の運行はサンパウロ都市圏鉄道会社（CPTM、パウリスタ都電公社とも）が引き継ぎ、運用路線であるサンパウロ州鉄道公社西線と同南線はそれぞれCPTMのB線とC線となったほか、一部の車両が"Metropolitano"と呼ばれる、青色と銀色と朱色が特徴のCPTMとサンパウロ地下鉄共通の塗装に変更され、集電装置（パンタグラフ）は1,600 mm軌間用の電車と同様のシングルアーム型のものに交換された。同時期には形式名が5800形から4800形へ変更されている。
上記のB線のうち、アマドール・ブエノ - マイリンケ間での運用は1998年に終了。翌1999年にはさらに現役を続ける車両の一部に体質改善工事が施されたものの、同年にはサントス近郊列車TIMが運行休止となり、同列車で運用された車両の廃車・解体作業が開始された。
2001年にはCPTMのC線（現在の9号線）の末端区間であるサンパウロ南郊のジュルバテュバ - ヴァルジーニャ間での運行が「軌道状態の劣化による修理」のために休止され、そこで運用されていた3編成は休車となり、翌2002年以降は上記のうちCPTMのB線（現在の8号線）の末端であるサンパウロ西郊のイタペヴィ - アマドール・ブエノ間で3編成が細々と運用されるのみとなった。以下にその詳細を示す。
| 路線 （サンパウロ都市圏鉄道会社） | 終起点                          | 距離（km） | 駅 | 編成数                   |
| --------------------------------- | ------------------------------- | ---------- | -- | ------------------------ |
| B線 （2008年より8号線）           | イタペヴィ - アマドール・ブエノ | 6.33       | 5  | 3編成（1992年 - 2010年） |

2004年にはカラフルな"EXPRESSO ARTE"（絵画急行の意味）塗装の編成が登場し、2008年にCPTMのB線はサンパウロ地下鉄と共通の通し番号化によりCPTM8号線となり、同時期には朱色一色の新しいCPTMの塗装を纏った編成が登場したものの、2010年4月30日をもって同区間は近代化および1,600 mmへ改軌工事が行われることとなり、それに伴いこの車両も52年を過ごしたサンパウロ州から引退をすることとなった。
同区間において最後まで運用されていた3編成は運用離脱後もサンパウロ州内の留置線に「保管」の形で留置されていたが、そのうちの2編成は2019年に解体された。

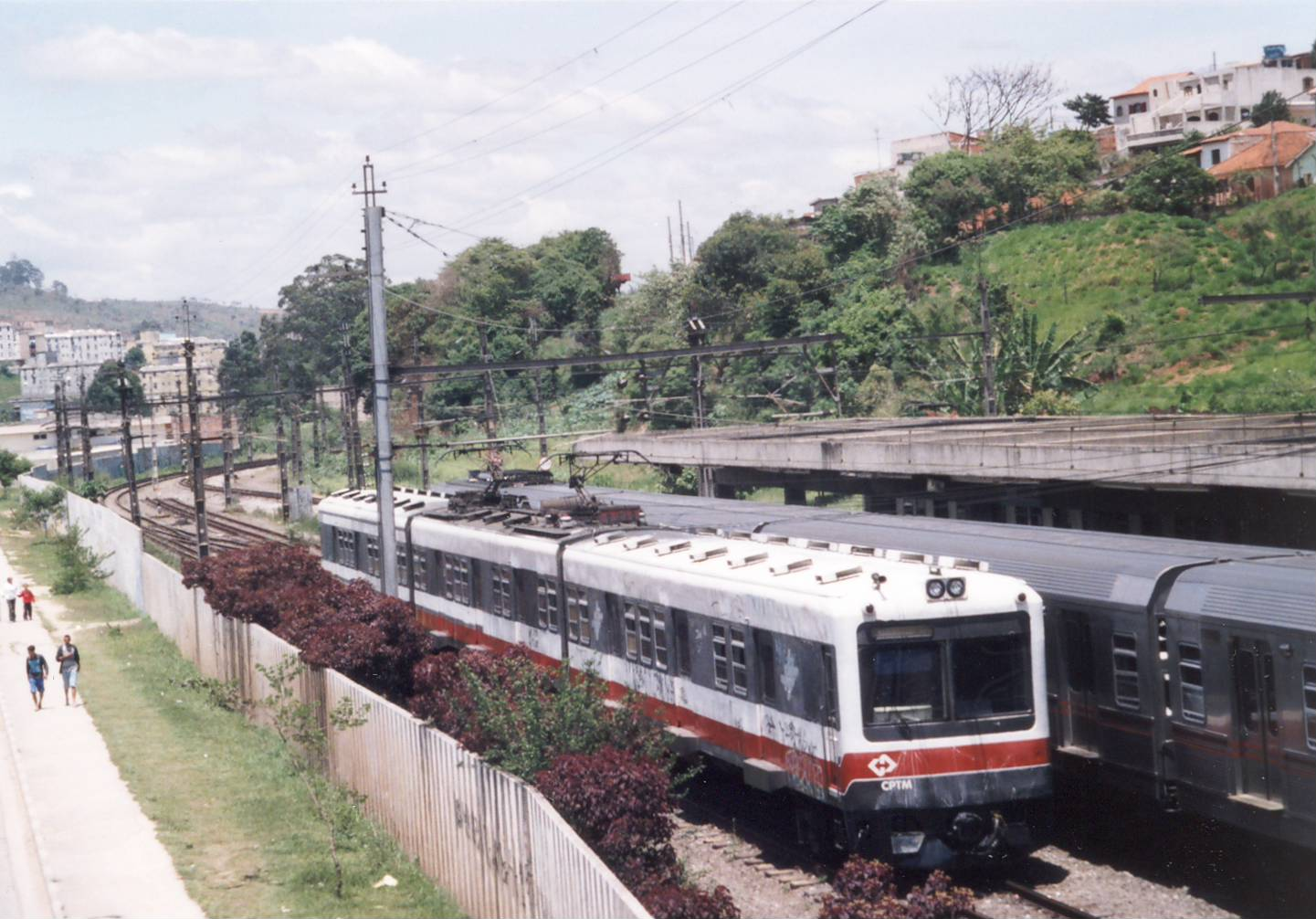
サンパウロ州鉄道公社の塗装の編成
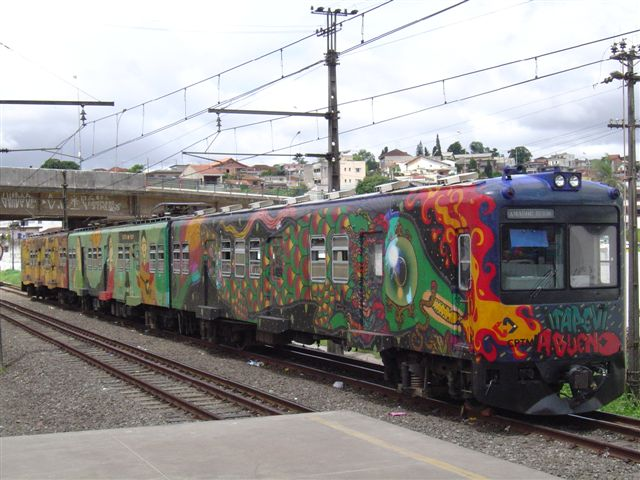
CPTMで最後の活躍をしていた3編成の一つ カラフルな"EXPRESSO ARTE"塗装
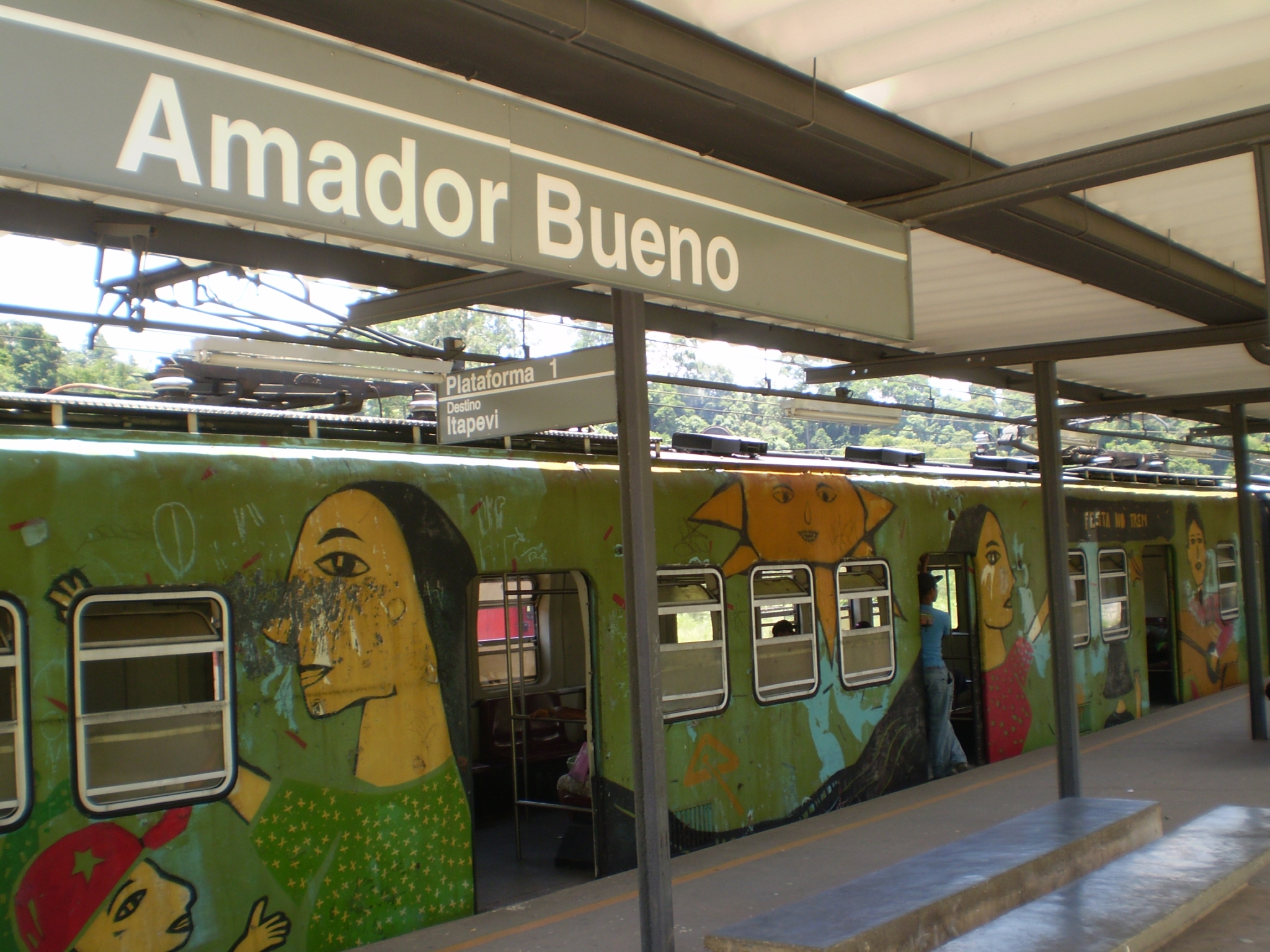
アマドール・ブエノ駅にて
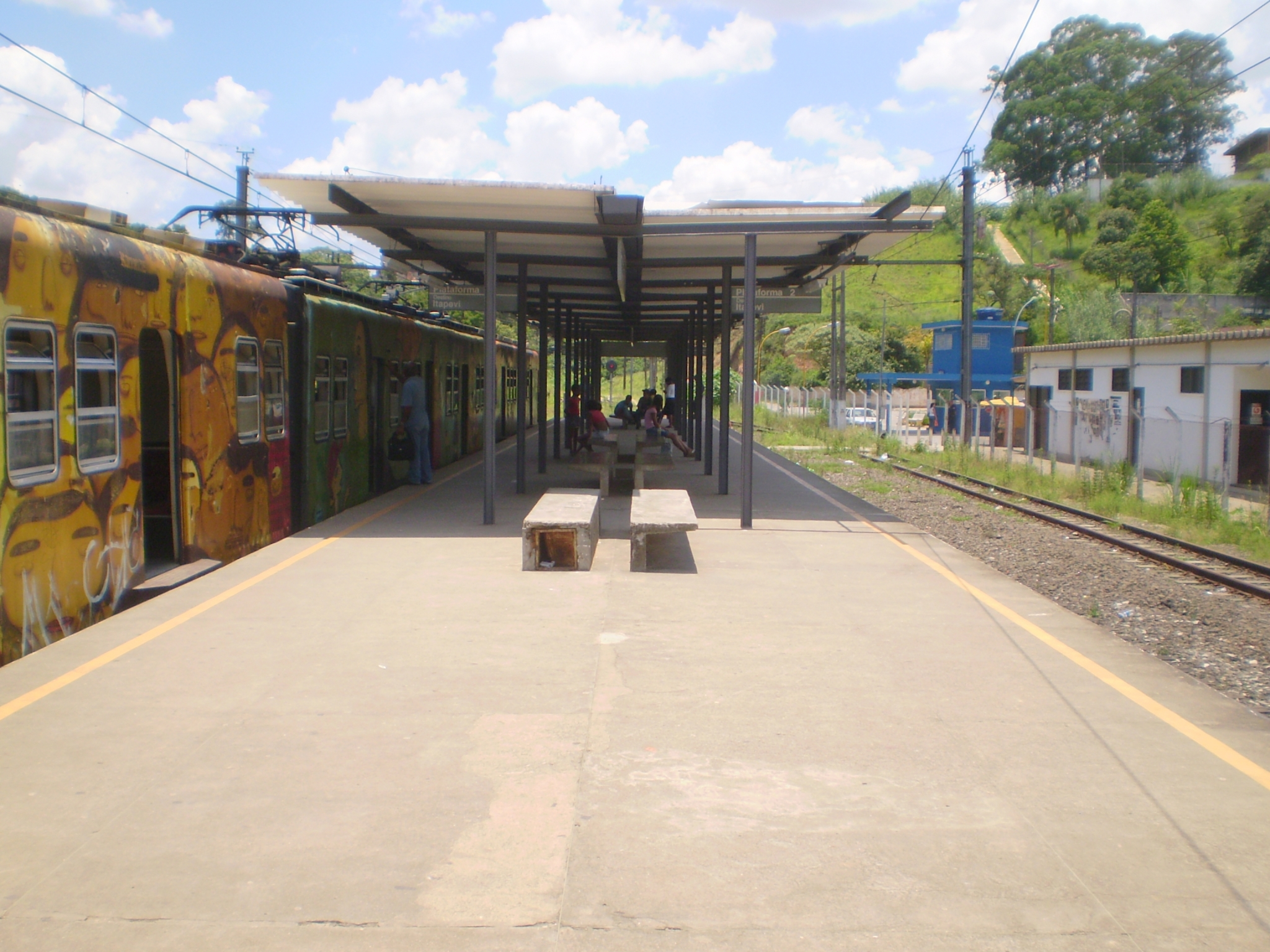
隙間をカバーするステップが確認できる

## サルヴァドール近郊鉄道5900形電車
ブラジル東北部のバイーア州の州都・サルヴァドールの近郊鉄道（メトロ・デ・サルヴァドールとは異なる路線）に、上記のCPTMのC線末端で運用されていたものの路線の改軌工事で余剰となった4800形電車3編成が「新しい電車」として送られた。車両は2005年ごろにサルヴァドールへ到着し、それぞれ001編成、002編成、003編成と再付番ののち、鮮やかな黄色をベースにサルヴァドールの豊かな文化を描いた塗装を纏って運用を開始。2010年ごろに運営母体の改変に伴う塗装の細かな変化が見られたほか、大手企業の全面広告電車となった編成も現れた。
交換部品不足で001編成が離脱し、残りの2編成の部品取りとなったものの、残りの2編成は順調に運用を続け、製造から60年以上が経過した2020年現在も5900形またはRMR（付随制御車R - 電動中間車M - 付随制御車Rの構成から）として、常時活躍していた。
以下に2020年現在のサルヴァドールでの概要を示す。
| 路線                   | 終起点              | 距離(km) | 駅 | 編成数                    |
| ---------------------- | ------------------- | -------- | -- | ------------------------- |
| サルヴァドール近郊鉄道 | カルサーダ - パリペ | 13.509   | 10 | 3編成 （2編成が常時稼働） |

なお、このサルヴァドール近郊鉄道は人口増加に対応するサルヴァドール一帯の交通改革の一環として中華人民共和国の企業・比亜迪（BYD）製の跨座式モノレールへ転換されることとなり、その工事が開始されることから2021年2月13日をもって列車の運行を終え、モノレール開業までの間は代替バスによる運行に決定。そのため、同日夜をもって本形式はソロカバナ鉄道時代からの長い活躍に終わりを告げることとなった。

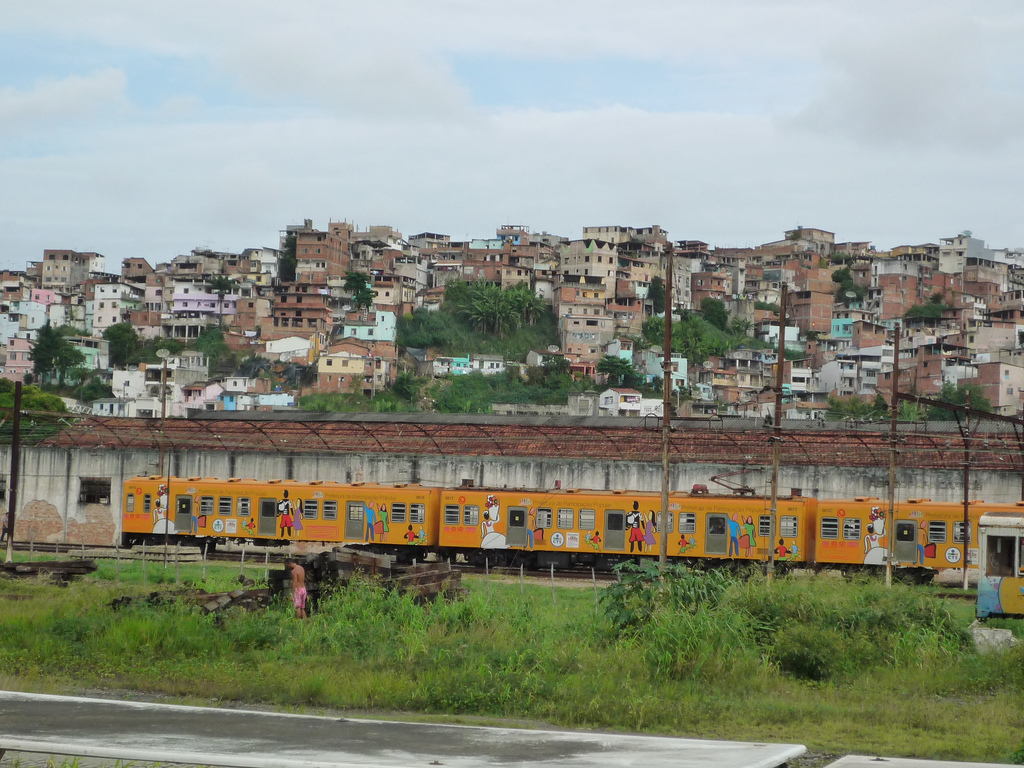
サルヴァドールの町並みを背に走る5900形 （2009年1月7日）
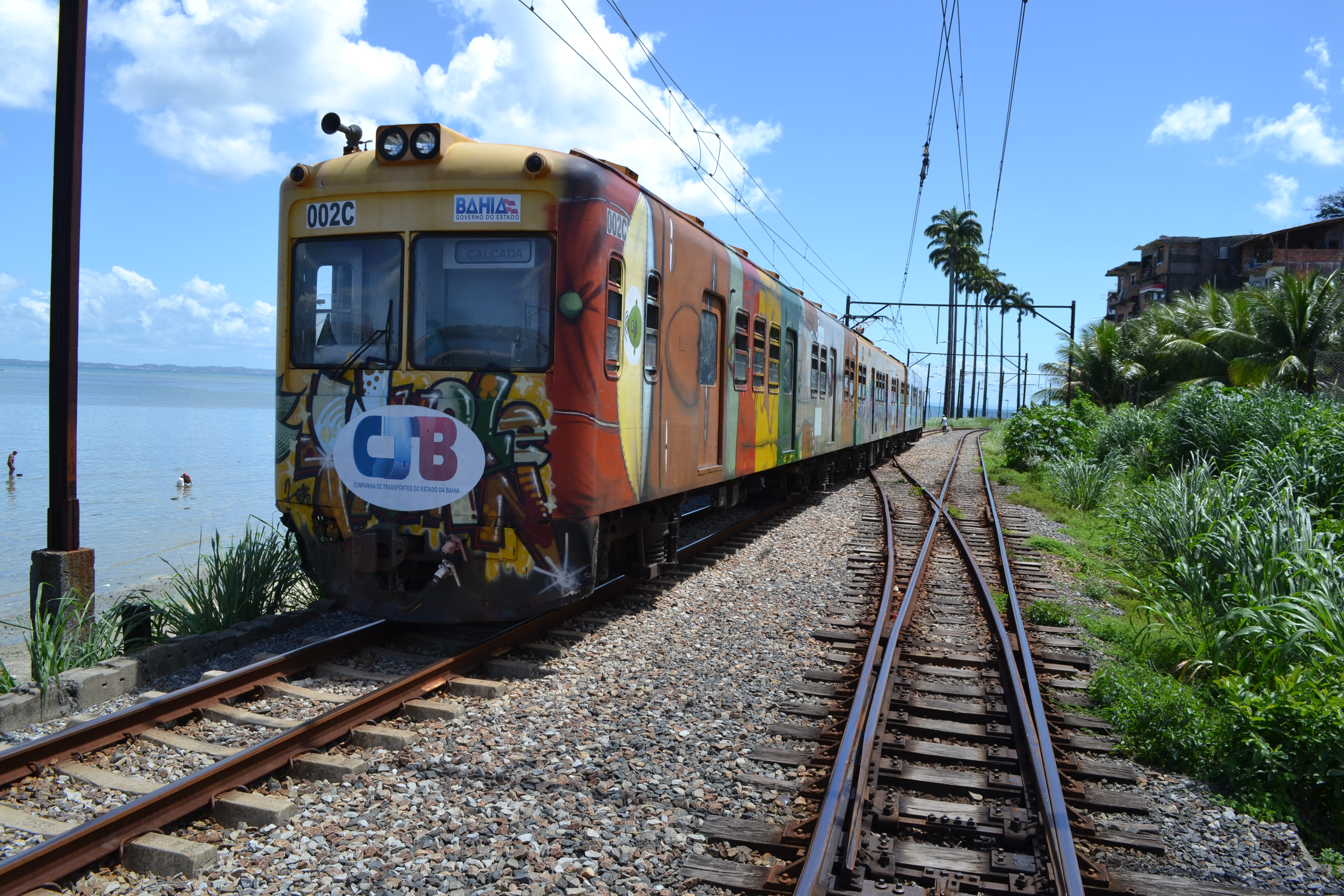
美しい皆聖徒湾（ポルトガル語版）に沿って走る5900形 （2017年4月11日）
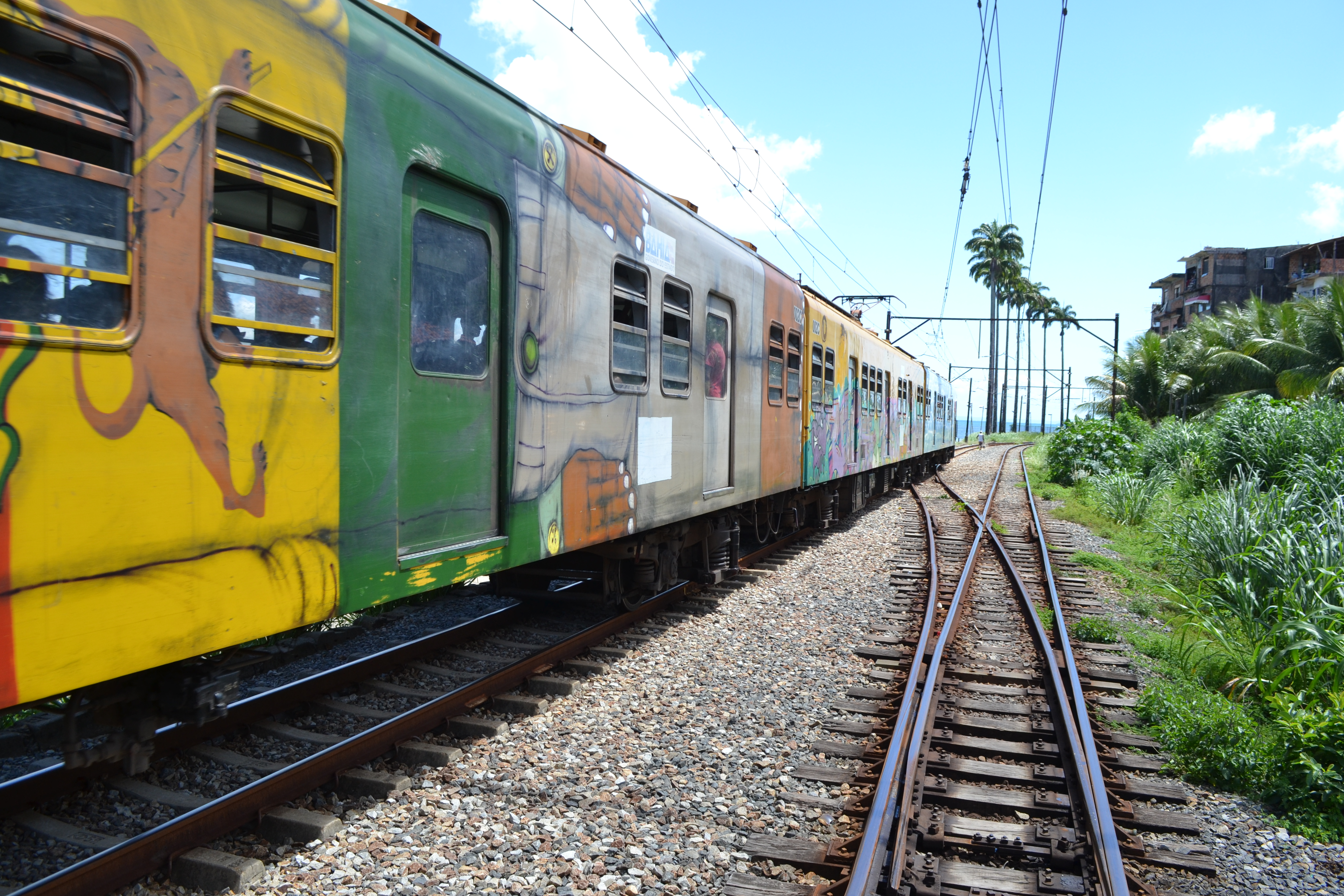
サンパウロ州鉄道公社時代の体質改善工事で側面窓は三段化され、戸袋窓は埋められた （2017年4月11日）
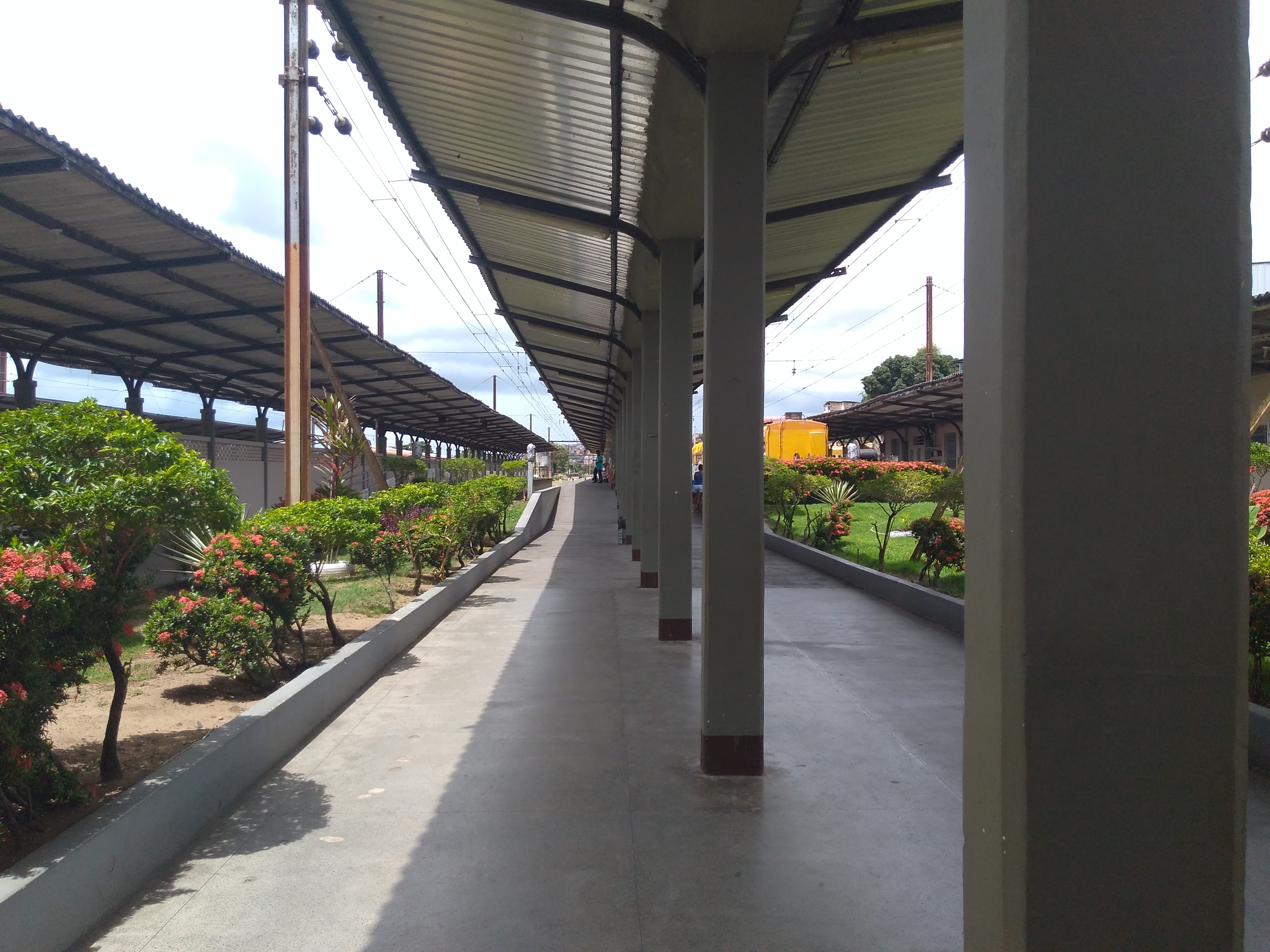
頭端式ホームのカルサーダ駅に留置中の5900形 （2018年2月14日） 写真に写る中間電動車と両先頭車の間に設置されていた貫通扉と幌は撤去されていることがわかる
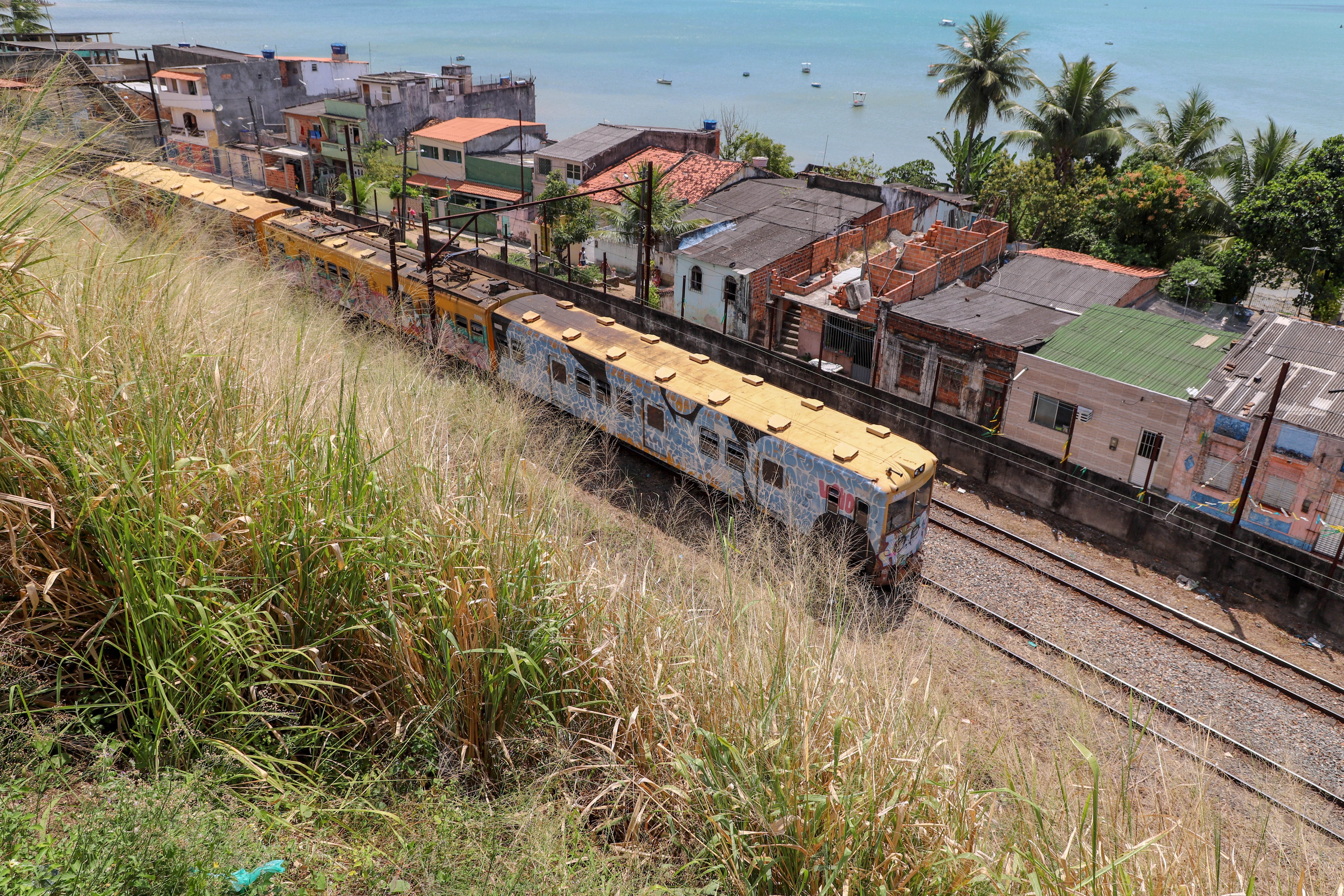
大西洋の一部でもある皆聖徒湾と5900形 （2018年10月4日）